# 烏克蘭獨立新聞社
烏克蘭獨立新聞社（羅馬化：Ukrainske Nezalezhne Informatsiine Ahentstvo），簡稱UNIAN（УНІАН），是烏克蘭的新聞通訊社，總部位於基輔。它以烏克蘭文、俄文、英文產出並提供政治、商業和財務信息、新聞照片報導服務；擁有自己的電視及廣播頻道。

## 歷史
UNIAN通訊社成立於1993年3月，其新聞被主流媒體包括報紙、電視頻道、廣播電台作為主要信息來源之一。UNIAN擁有全球約500家媒體客戶，圖片庫有逾20萬張新聞圖片。UNIAN還主辦了全國最熱門的新聞發布會廳。
該通訊社擁有自己承繼自蘇聯時代的建物，位於首都基輔赫雷夏蒂克街。

## UNIAN 電視
UNIAN有自己的電視頻道，UNIAN TV。內容包括新聞、分析節目、紀錄片、體育和電影。
該頻道可透過衛星電視、有線電視和IPTV網絡收看。